# Scottish Inter-District Championship 2002-03
El Scottish Inter-District Championship (en español Campeonato Interdistrital de Escocia) de 2002-03 fue la quinta y última edición del torneo profesional de rugby de Escocia.
El torneo definió los representantes de Escocia para la Copa Heineken 2003–04 y la European Challenge Cup 2003-04.

## Sistema de disputa
El torneo se disputó en formato de todos contra todos en la que cada equipo enfrentó a todos sus rivales a una sola ronda.
El equipo que al finalizar el torneo obtuviera mayor cantidad de puntos, se coronó como campeón del torneo

## Clasificación
| Pos. | Equipo         | Encuentros | Encuentros | Encuentros | Encuentros | Tantos | Tantos | Tantos | Puntos |
| Pos. | Equipo         | PJ         | PG         | PE         | PP         | F      | C      | Dif    | Puntos |
| ---- | -------------- | ---------- | ---------- | ---------- | ---------- | ------ | ------ | ------ | ------ |
| 1.º  | Edinburgh      | 8          | 5          | 1          | 2          | 266    | 140    | +126   | 28     |
| 2.º  | Border Reivers | 8          | 4          | 0          | 4          | 164    | 224    | -60    | 18     |
| 3.º  | Glasgow        | 8          | 2          | 1          | 5          | 144    | 210    | -66    | 11     |

|  | Campeón y clasificado a la Copa Heineken 2000–01. |
|  | Clasificado a la Copa Heineken 2000–01.           |

| Bandera de Escocia      |
| Campeón Edinburgh Rugby |
| Tercer título           |